# Текоа
Текоа (Ткоа) — общинное поселение и израильское поселение, расположенное в 16 километрах к югу от столицы Израиля — города Иерусалима, в 20 км от Хеврона. Относится к региональному совету Гуш-Эцион.

## География
Поселение находится около Бейт-Лехема (Вифлеема). Поблизости находится арабская деревня. Рядом с Текоа расположена древняя крепость Иродион.

## История
Поселение было основано в 1975 году и передано гражданским в 1977. В 2001—2002 жители поселения, включая детей, неоднократно гибли во время террористических нападений, которые устраивали арабские боевики. В 2019 году одна из жительниц поселения Ори Ансбахер была изнасилована и убита террористом во время похода в окраинах Иерусалима.  

## Население
По данным Центрального статистического бюро Израиля, население на начало 2020 года составляло 4 076 человек.
В Текоа живут как религиозные сионисты, так и светские евреи. В основном в Текоа живут выходцы из Америки, Австралии и стран СНГ.

## Экономика
Сельское хозяйство. В 1989 одна из агротехнических ферм Текоа стала «предприятием года».

## Известные жители
- Менахем Фроман (ум. 2013), раввин
- Стивен Дж. Визнер (англ. Stephen J. Wiesner), физик
- Марк Зелл (англ. Marc Zell), американо-израильский юрист и общественный деятель
- Игорь Бяльский, русский поэт и переводчик, главный редактор «Иерусалимского журнала»
- Сергей Григорьев, актёр.